# هوشنگ جاوید
هوشنگ جاوید (زاده چهاردهم خرداد ۱۳۳۸ تهران) پژوهشگران موسیقی نواحی و آیینی ایران است.
او در تهران و مشهد دوران نوجوانی و جوانی خود را سپری کرد و در رشته فیلمبرداری و نورپردازی از دانشکده صدا و سیما فارغ‌التحصیل شد.
جاوید از شاگردان سید ابوالقاسم انجوی شیرازی بنیان‌گذار مکتب مرکز فرهنگ مردم ایران در صدا و سیما بود و در این سال‌ها مسئولیت‌های فراوانی را نیز بر عهده داشت. او یکی از برجسته‌ترین پژوهشگران موسیقی نواحی و بنیان‌گذار جشنواره‌های مختلف موسیقی نواحی و آیینی در ایران است.
هوشنگ جاوید از شاگردان  محمود روح الامینی،  محمدتقی مسعودیه و  فریدون جنیدی است. هوشنگ جاوید از حامیان ابراهیم رئیسی در انتخابات ریاست جمهوری ۱۴۰۰ بود.

## فعالیت‌ها
- مدیر و طراح نخستین جشنواره نی نوازی کشور ۱۳۷۰ حوزه هنری
- مسئول موسیقی استان کردستان در سال‌های ۱۳۷۳ و ۱۳۷۴
- مسئول و مؤسس واحد موسیقی صدا و سیمای مرکز کردستان از سال ۱۳۷۵ تا ۱۳۷۹
- مسئول واحد موسیقی حوزه هنری تهران، دبیر و مدیر اجرایی و طراح جشنواره موسیقی آئینی ۱۳۸۰ و ۱۳۸۱
- دبیر و مدیر و طراح جشنواره موسیقی بومی زنان مناطق و نواحی ایران ۱۳۸۲ و ۱۳۸۳ حوزه هنری
- دبیر و مدیر اجرایی و طراح نخستین همایش منقبت خوانان ایران ۱۳۸۳ حوزه هنری
- مدیر و طراح جشنواره موسیقی رمضان در بخش آواها و نواهای قرآنی نخستین جشنواره هنرهای قرآنی ۱۳۸۳ وزارت ارشاد
- مدیر یک دوره سه ساله بخش عروسکی و تئاتر صدا و سیمای مرکز مشهد.[۶]

## افتخارات
در سال ۱۳۹۰ سازمان یونسکو برای ثبت معنوی موسیقی بخشی‌های شمال خراسان از وی تقدیر کرد.

## کتابها
- نقش زن در موسیقی مناطق ایران
- موسیقی آیینی قوم ترکمن: سیری بر جایگاه اهل بیت
- آشنایی بر موسیقی مناطق و نواحی ایران
- موسیقی رمضان در ایران
- پرند ستایش در ایران
- موسیقی - رسانه
- آخرین خنیاگر (شرح حال زندگی حاج قربان سلیمانی)
- مناقب خوانی (موسیقی قدسی، مذهبی و آیینی ایران)